# Mononátrium-tartarát
A mononátrium-tartarát a borkősav nátriummal alkotott vegyülete. Képlete: (C4H5NaO6·H2O
). Fehér porformájában fordul elő. 
Természetes úton egyes gyümölcsökben is előfordul, ipari mennyiségben a bortermelés melléktermékéből, a szőlő héjából állítják elő. 
Az élelmiszeriparban emmulgeálószerként, savanyúságot szabályozó anyagként és antioxidánsként alkalmazzák. 
Sok élelmiszerben megtalálható, elsősorban cukrászipari termékekben, gyümölcsitalokban, kolbászokban, margarinokban és zselatinban. 
Élelmiszerek esetén a napi maximum beviteli mennyisége 30 mg/testsúlykg.
A szervezetben egyáltalán nem szívódik fel, a vizelettel távozik.